# Rita Monaldi en Francesco Sorti
Rita Monaldi (1966) en Francesco Sorti (1964) vormen een Italiaans echtpaar en schrijversduo dat  historische romans publiceert. Ze hebben aangekondigd een zevendelige reeks boeken te schrijven, met in elk deel een historische onthulling. De eerste vier delen zijn reeds uitgekomen: Imprimatur (2002), Secretum (2004), Veritas (2006) en Mysterium (2011). De eerste twee boeken hadden internationaal veel succes, maar deden ook stof opwaaien omdat ze volgens de auteurs Vaticaan onwelgevallig waren.

## De auteurs
Rita Monaldi is afgestudeerd classica en gespecialiseerd in godsdienstgeschiedenis. Ze was universitair docente in Rome en Wenen en werkte voor de persafdeling van het Italiaanse parlement. Sinds 1993 is ze journaliste voor diverse kranten en persbureaus in Oostenrijk en Italië.
Francesco Sorti is musicoloog, gespecialiseerd in de periode van de barok. Hij schreef een proefschrift over de opera in het Rome van de 17e eeuw. Hij maakte culturele programma's voor de Italiaanse staatsomroep RAI en voor de radio van het Vaticaan. Als klassiek gitarist maakte hij opnames voor radio, televisie en platenmaatschappijen.

## De boeken
Monaldi en Sorti schrijven historische romans. Voorafgaand aan publicatie heeft het echtpaar uitvoerig historisch onderzoek gedaan, onder meer in verschillende Europese archieven. In totaal deden zij zeven jaar bronnenonderzoek en schreven ze drie jaar aan Imprimatur. Voor hun boeken maakte het echtpaar zo veel mogelijk gebruik van authentieke bronnen, zoals recepten voor gerechten en medicijnen rechtstreeks overgenomen uit 17e-eeuwse boeken. 
Imprimatur deed in Italië veel stof opwaaien, omdat het boek schadelijk zou zijn voor het imago van paus Innocentius XI en het Vaticaan. Het boek beleefde wel een groot succes in veel Europese landen; in totaal werden meer dan 250.000 exemplaren verkocht. Naar eigen zeggen werkte hun eigen uitgever hen, op aandringen van het Vaticaan, tegen bij publicatie van Imprimatur, waarna Monaldi en Sorti besloten te verhuizen naar Wenen. Het tweede deel, Secretum, werd voorlopig niet uitgegeven in Italië en kwam in 2004 als eerste uit in Nederland. Het derde deel, Veritas, verscheen in oktober 2006, en speelt zich af in Wenen.
Ter gelegenheid van Juni - Maand van het Spannende Boek 2011 verscheen van het schrijversduo de novelle Versluiering (originele titel: Dissimulazione). In het kader van deze actiemaand wordt het boekje door de Stichting Collectieve Propaganda van het Nederlandse Boek aangeboden aan klanten van bij de stichting aangesloten boekwinkels. De novelle wordt gepresenteerd als een 'meesterlijke episode' van hun 'thrillerreeks rond castraatzanger, diplomaat en spion Atto Melani'. Het verhaal speelt zich af aan het Franse hof, alwaar de jonge castraat Melani ontboden wordt om de hoofdrol te spelen in een door de Franse premier op touw gezette Italiaans melodrama, waarachter een samenzwering schuilgaat.